# Макреш
Макреш (болг. Макреш) — село в Болгарии. Находится в Видинской области, входит в общину Макреш. Население составляет 452 человека.

## Политическая ситуация
Макреш подчиняется непосредственно общине и не имеет своего кмета.
Кмет (мэр) общины Макреш — Иван Каменов Вылчев (коалиция в составе 2 партий: Земледельческий народный союз (ЗНС), Болгарская социалистическая партия (БСП)) по результатам выборов в правление общины.